# Arnedo
Arnedo ist ein Ort und eine Gemeinde (municipio) im Südosten der Autonomen Gemeinschaft La Rioja in Spanien mit 15.219 Einwohnern (Stand: 2024). Der Ort ist gleichzeitig Verwaltungssitz der gleichnamigen Comarca.

## Lage
Der Ort Arnedo liegt auf dem Nordufer des Río Cidacos in etwa 665 m Höhe. Die historisch bedeutsame Stadt Calahorra liegt etwa 19 km (Fahrtstrecke) nordöstlich; die Entfernung zur Provinzhauptstadt Logroño beträgt etwa 62 km in nordwestlicher Richtung.  Das Klima ist gemäßigt; Regen (ca. 520 mm/Jahr) fällt übers Jahr verteilt.

## Bevölkerungsentwicklung
| Jahr      | 1857  | 1900  | 1950  | 2000   | 2017   |
| Einwohner | 3.489 | 4.341 | 6.950 | 12.855 | 14.756 |

Infolge der Mechanisierung der Landwirtschaft und der Abwanderung vieler Menschen in die Städte ist die Zahl der Einwohner seit der Mitte des 19. Jahrhunderts kontinuierlich angestiegen.

## Wirtschaft
Die Gemeinde Arnedo war und ist in hohem Maße von der Landwirtschaft geprägt. In früheren Zeiten diente der Ort als Handwerks- und Marktzentrum für einige wenige – mittlerweile meist aufgegebene – kleinere Einzelgehöfte und Weiler in der Umgebung. im 18. Jahrhundert entwickelte sich hier ein Zentrum der Seifenherstellung; im 20. Jahrhundert war die Stadt für ihre Leder- und Schuhproduktion bekannt. Der Ort gehört heute zur Weinbauregion Rioja Baja.

## Geschichte

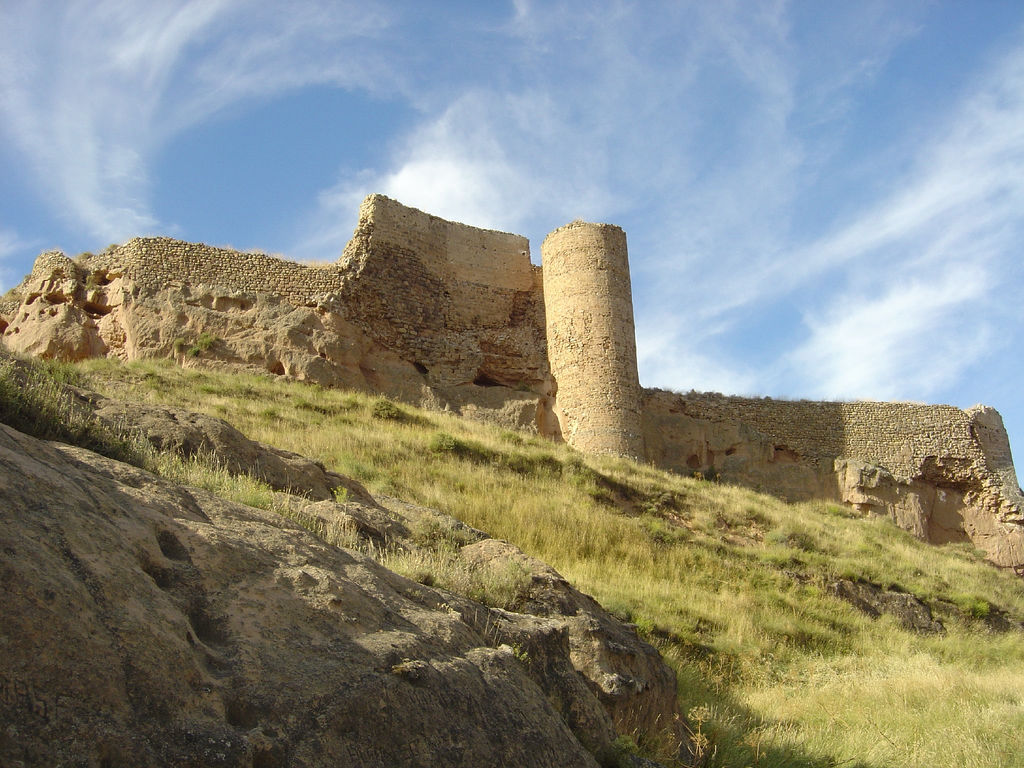
Ruinen der Burg

Die Gegend war schon in prähistorischer Zeit besiedelt. Ein antiker Ort mit Namen Arenetum lag an der Kreuzung zweier Handelswege. Aus westgotischer Zeit sind die spärlichen Reste einer Kirche bekannt. Der arabische Geograph al-Idrisi berichtet, dass der Ort im 8. Jahrhundert an der Spitze von 26 „Provinzen“ gestanden sein soll; auf einem den Ort dominierenden Felsen (Cerro de San Miguel) entstand eine Burg (castillo). Bereits im ersten Jahrzehnt des 10. Jahrhunderts wurden der Ort und sein Umland von Sancho I. von Navarra zurückerobert (reconquista). Im Jahr 1264 fiel Arnedo an das Königreich Kastilien. Der Ort und sein Umland wurden jedoch um das Jahr 1367 vom französischen Söldnerführer Bertrand du Guesclin eingenommen, der beides im Jahr 1370 an einen lokalen Adligen verkaufte. Philipp IV. gewährte Arnedo im Jahr 1653 die vollen Stadtrechte (ciudad).

## Sehenswürdigkeiten
- Die Cuevas de los Cien Pilares wurden seit Urzeiten von Menschen aufgesucht. Später nutzte man sie als Lagerstätten (bodegas) für Wein, Schinken, Käse etc. und wahrscheinlich auch zur Taubenzucht.[4]
- Das Castillo de Arnedo entstand im 9. Jahrhundert anstelle eines römischen Vorgängers. Nach der Rückeroberung des Ortes durch die Christen wurde es ausgebaut, später jedoch verlassen.[5]
- Die Iglesia de Santo Tomás entstand im 13. Jahrhundert in gotischen Stilformen.[6]
- Die Iglesia de San Cosme y San Damián entstand im 16./17. Jahrhundert. Hauptsehenswürdigkeit im Innern ist der spätbarocke Hauptaltar.[7]
- Die im 16. Jahrhundert an der Stelle eines mittelalterlichen Vorgängers erbaute Iglesia de Santa Eulalia steht an der höchsten Stelle des Ortes; der Turm entstand ein Jahrhundert später.[8]

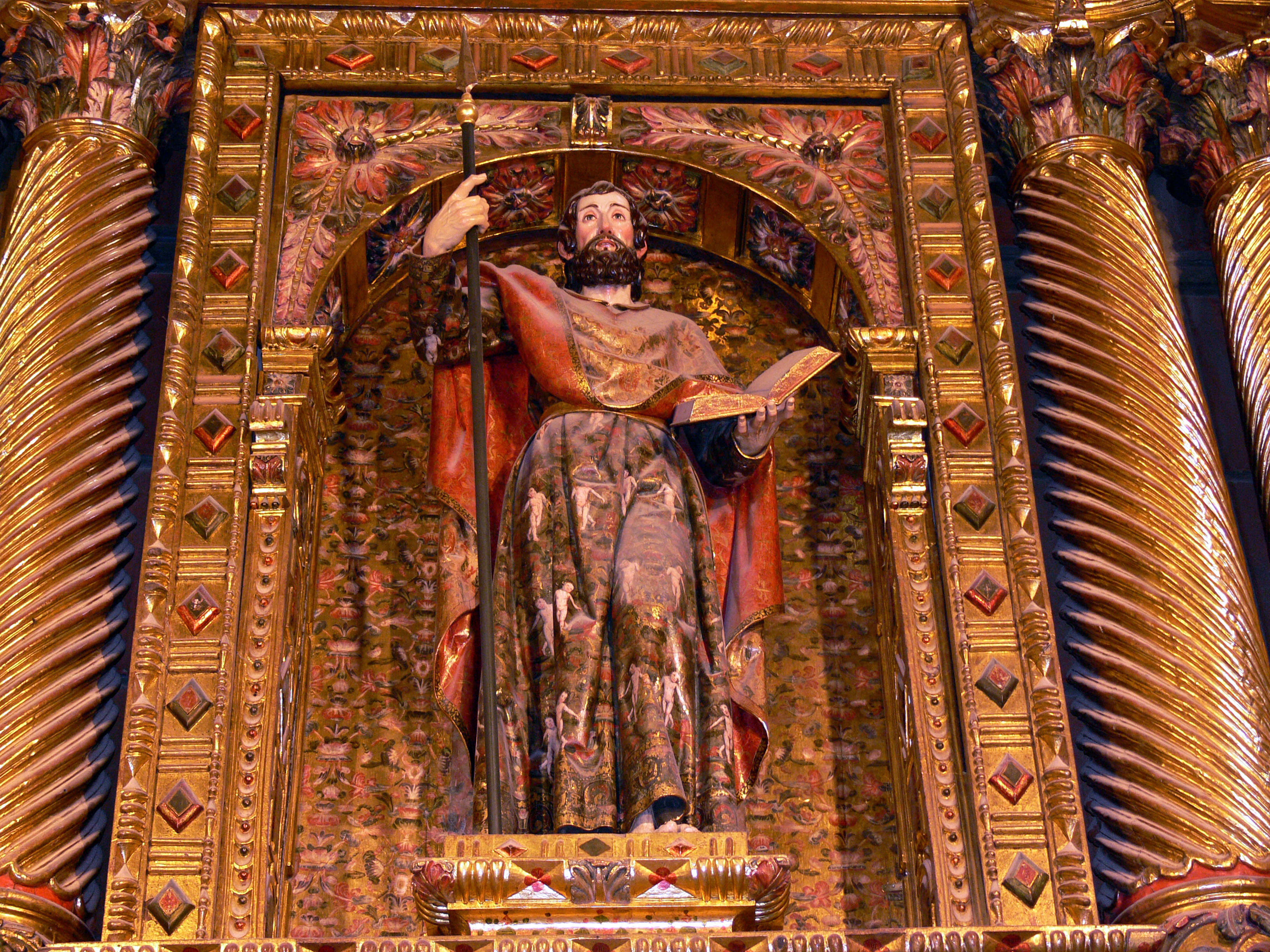
Iglesia de Santo Tomás, Detail des Hauptaltars
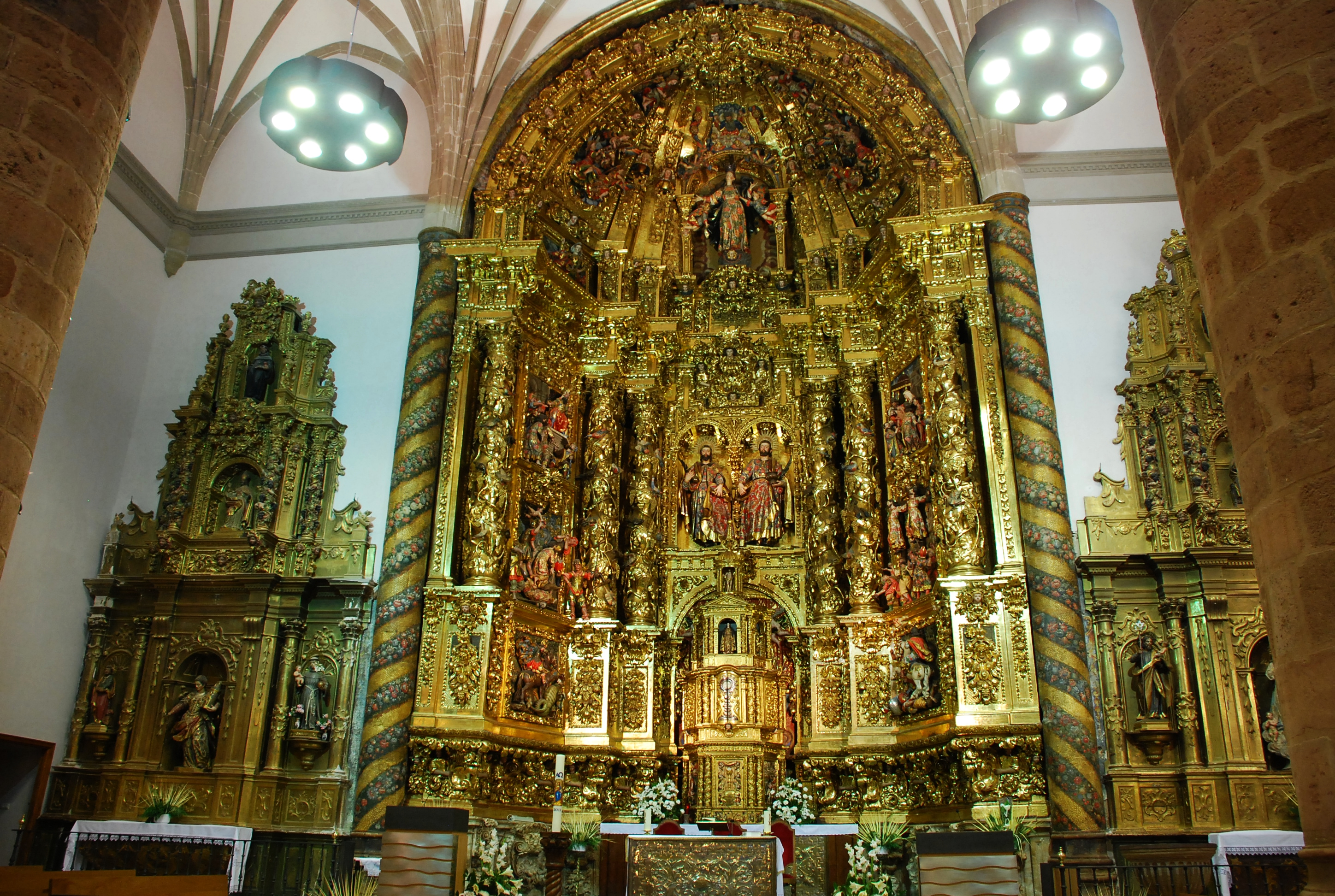
Iglesia de San Cosme y San Damián, Hauptaltar
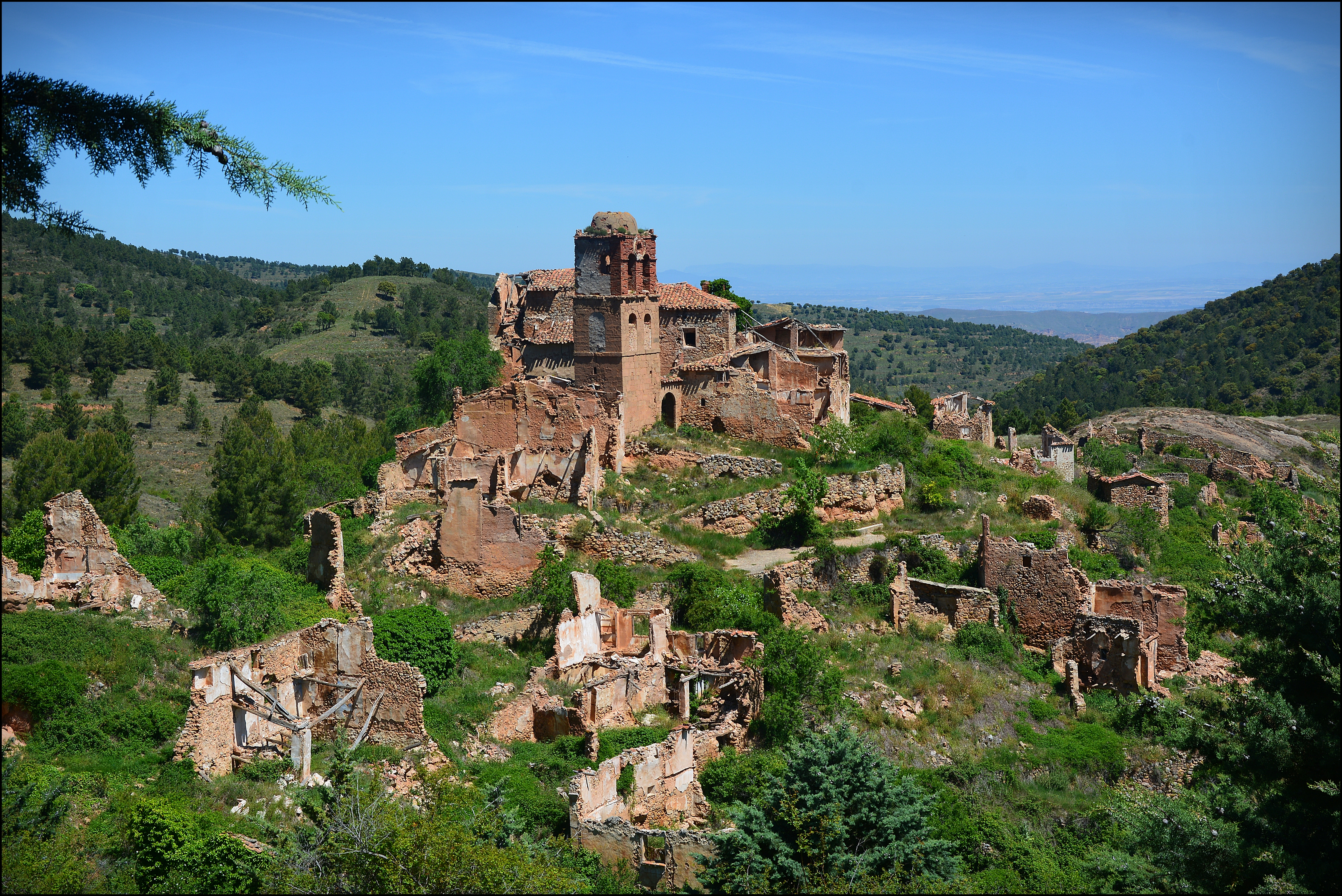
Turruncún

Umgebung
- Der knapp 12 km südlich gelegene und heute verlassene Bergort Turruncún hatte zu Beginn des 20. Jahrhunderts noch etwa 300 Einwohner.

## Söhne und Töchter der Stadt
- Francisco Javier de Lizana y Beaumont (1749/50–1811), römisch-katholischer Erzbischof von Mexiko, Vizekönig von Neuspanien
- Leopoldo Alas Mínguez (1962–2008), Schriftsteller
- José Izquierdo Martínez  (1980), Fußballspieler